# Melanophoxus griffinii
Melanophoxus griffinii är en insektsart som beskrevs av Heinrich Hugo Karny 1911. Melanophoxus griffinii ingår i släktet Melanophoxus och familjen vårtbitare. Inga underarter finns listade i Catalogue of Life.